# Wituchowo (przystanek kolejowy)
Wituchowo – zamknięty przystanek osobowy w Wituchowie na linii kolejowej nr 363 Rokietnica – Skwierzyna, w województwie wielkopolskim w Polsce. Przystanek został zamknięty 1. października 1999 roku.